# شانی، شهرستان همیلتون، اوهایو
شانی (به انگلیسی: Shawnee) یک منطقهٔ مسکونی در ایالات متحده آمریکا است که در شهرستان همیلتون، اوهایو واقع شده‌است. شانی ۱۸٫۰ کیلومتر مربع مساحت و ۷۲۴ نفر جمعیت دارد و ۲۲۲٫۵۱ متر بالاتر از سطح دریا واقع شده‌است.